# Pseudobufo subasper
Genre
Synonymes
- Pyleus Gistel, 1848
- Nectes Cope, 1865

Espèce
Synonymes
- Nectes pleurotaenia Bleeker, 1857
- Nectes sumatranus Werner, 1900
- Nectes werneri Van Kampen, 1905

Statut de conservation UICN

 LC  : Préoccupation mineure
Pseudobufo subasper, unique représentant du genre Pseudobufo, est une espèce d'amphibiens de la famille des Bufonidae.

## Répartition
Cette espèce se rencontre en Indonésie à Sumatra et au Kalimantan et en Malaisie péninsulaire.

## Publication originale
- Tschudi, 1838 : Classification der Batrachier, mit Berucksichtigung der fossilen Thiere dieser Abtheilung der Reptilien, p. 1-99 (texte intégral).